# St. Georg (Bischofsheim)

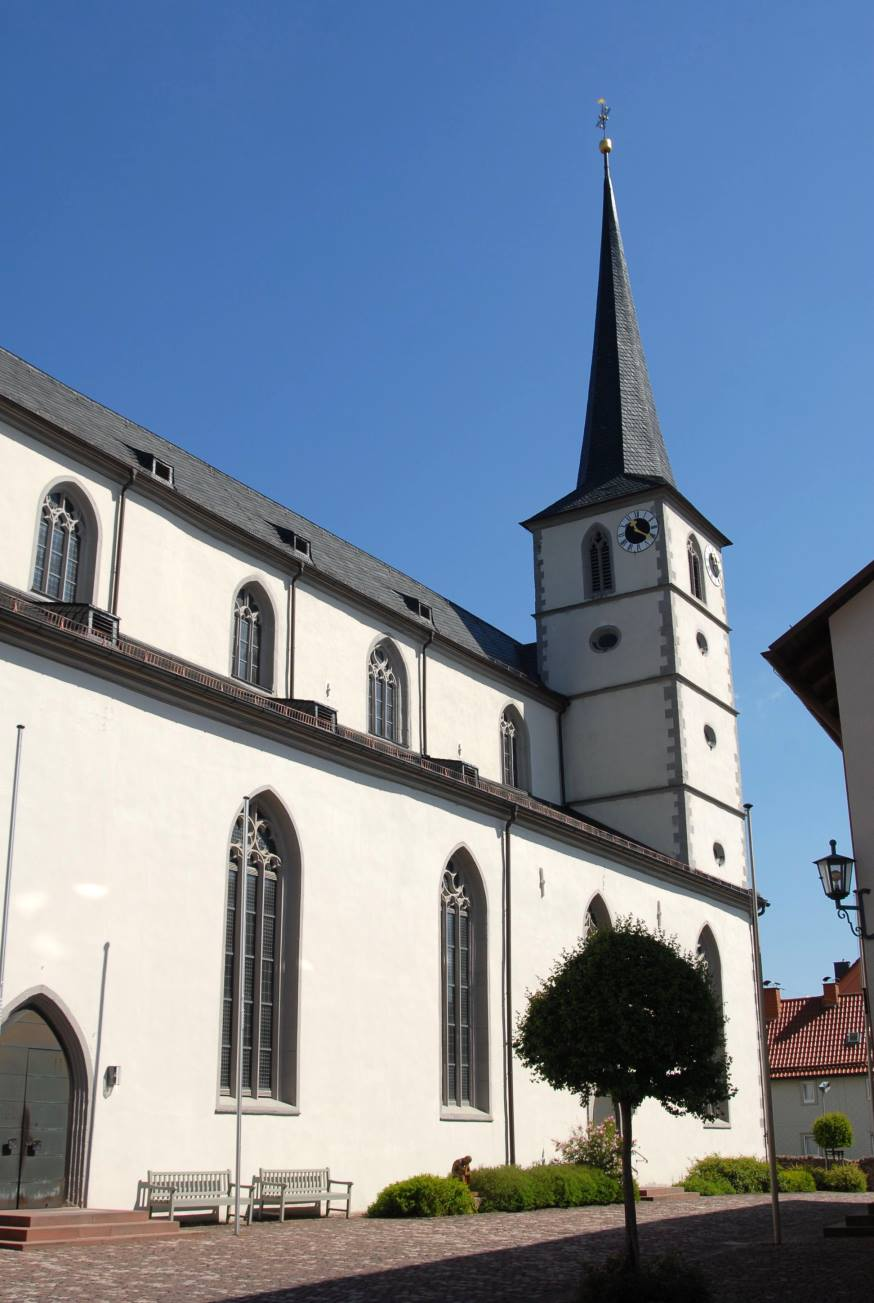
St. Georg Bischofsheim

Die römisch-katholische Pfarrkirche St. Georg ist die Stadtkirche von Bischofsheim in der Rhön im unterfränkischen Landkreis Rhön-Grabfeld. Die Kirche gehört zu den Baudenkmälern von Bischofsheim und ist zusammen mit Resten der Kirchhofmauer unter der Nummer D-6-73-117-19 in der Bayerischen Denkmalliste registriert. Bischofsheim ist der Mittelpunkt der Pfarreiengemeinschaft Am Kreuzberg.

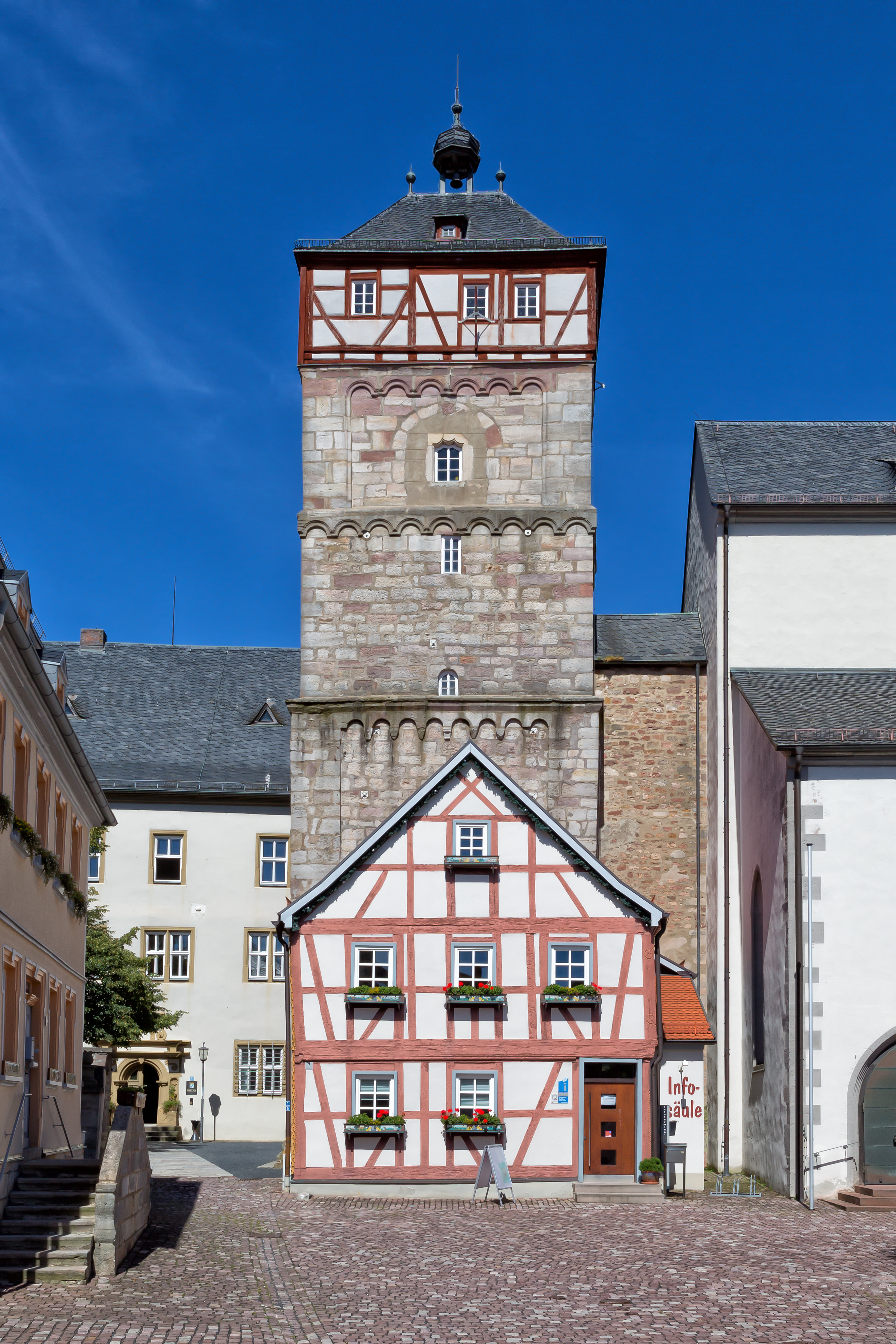
Romanischer Westturm (Zentturm)

## Geschichte
Die Kirche wurde in den Jahren von 1607 bis 1610 im Stil der Nachgotik von Fürstbischof Julius Echter von Mespelbrunn neu erbaut. Sie ersetzte einen romanischen Kirchenbau, von dem noch der Westturm erhalten ist. Dieser auch als Zentturm bezeichnete spätromanische Turm erhielt erst in nachgotischer Zeit ein als Fachwerkbau gestaltetes Obergeschoss.

## Baubeschreibung
Es handelt sich um einen Putzbau mit Gliederungselementen aus Sandstein in Form einer dreischiffigen Basilika. Das schlichte  Äußere zeigt eine wenig gegliederte Fassade. An der östlichen Eingangstür sind die Wappen des Bistums Würzburg und der Stadt Bischofsheim angebracht. Links davon ist die Einweihungstafel in die Wand eingelassen, rechts sieht man eine gemalte Sonnenuhr. Obwohl der alte romanische Westturm erhalten ist, erhebt sich an der Südseite des Chors  der neue Kirchturm, ein sechsgeschossiger Chorflankenturm mit Spitzhelm und spitzbogigen Schallfenstern. Es handelt sich um einen typischen Julius-Echter-Turm.
Das dreischiffige Langhaus hat ein sehr hohes Mittelschiff. Die Seitenschiffe sind durch Rundbögen vom Mittelschiff abgetrennt. Die Mauern des Mittelschiffs und der Seitenschiffe werden von je vier spitzbogigen Fenstern mit Maßwerk durchbrochen. Der einschiffige polygonale Chor mit spitzem Chorbogen schließt sich östlich in der gleichen Breite an wie das Mittelschiff.

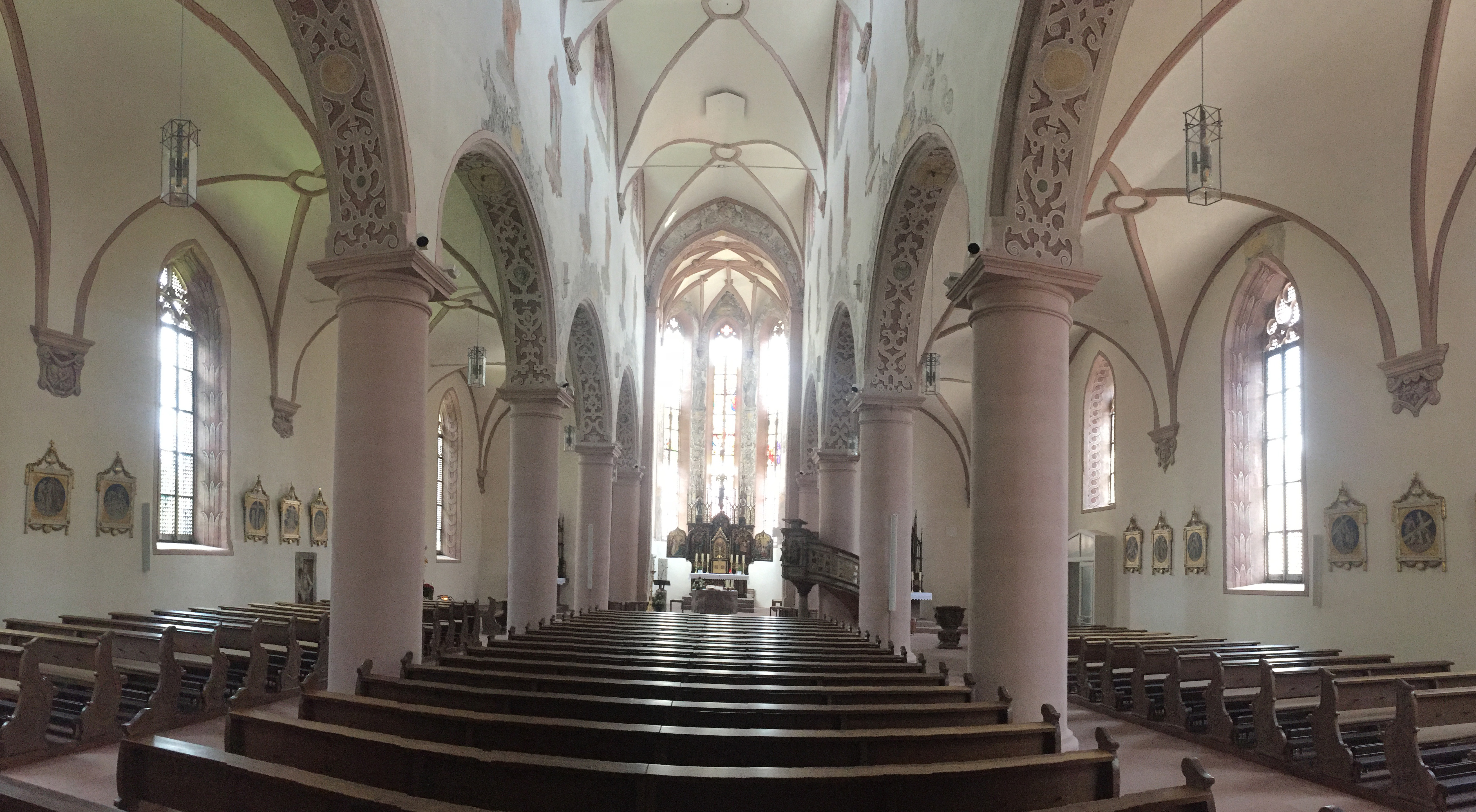
Der dreischiffige Innenraum nach Osten Kreuzwegbilder nach Schwind an den Wänden
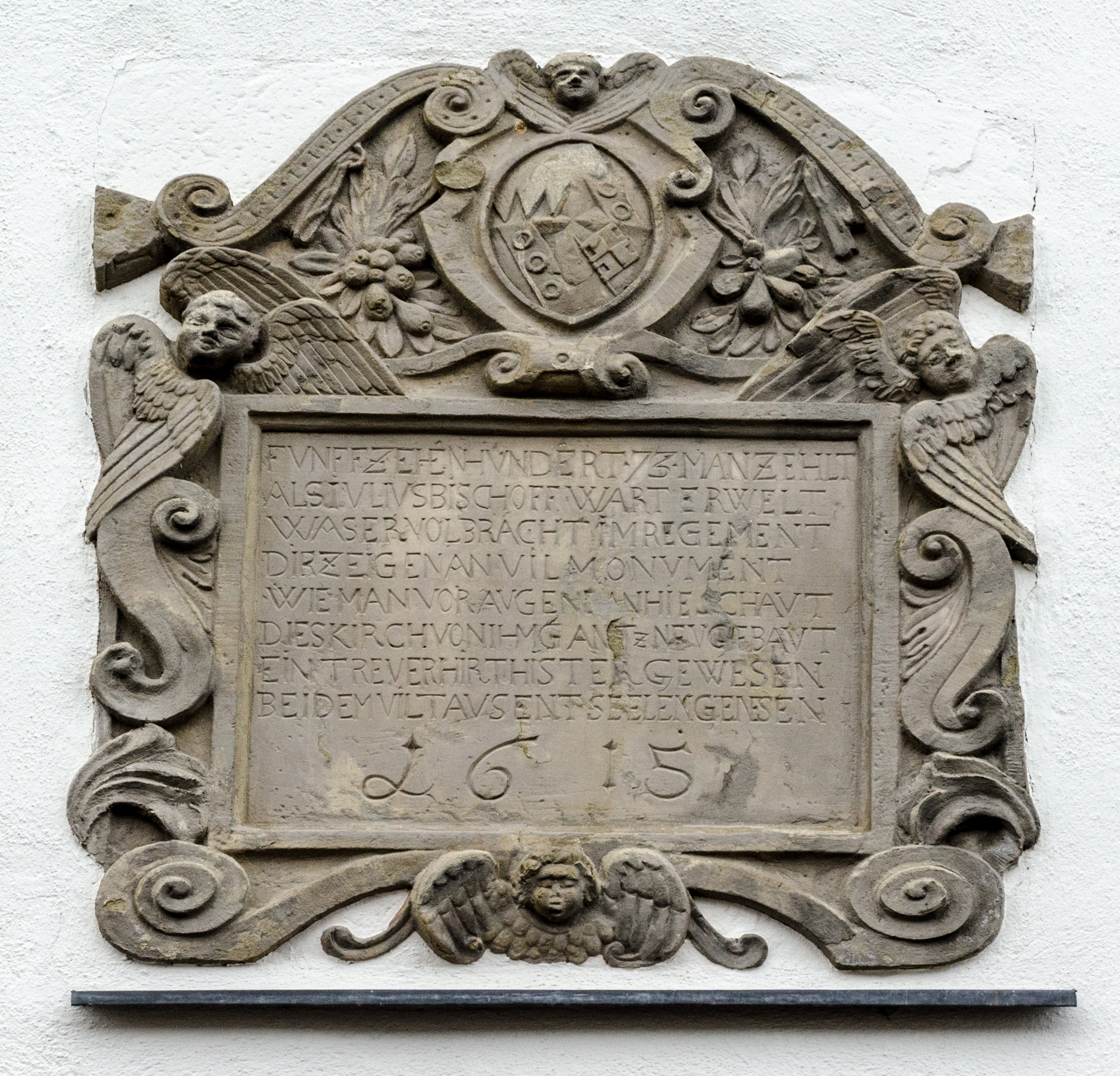
Die Einweihungstafel an der südlichen Außenwand
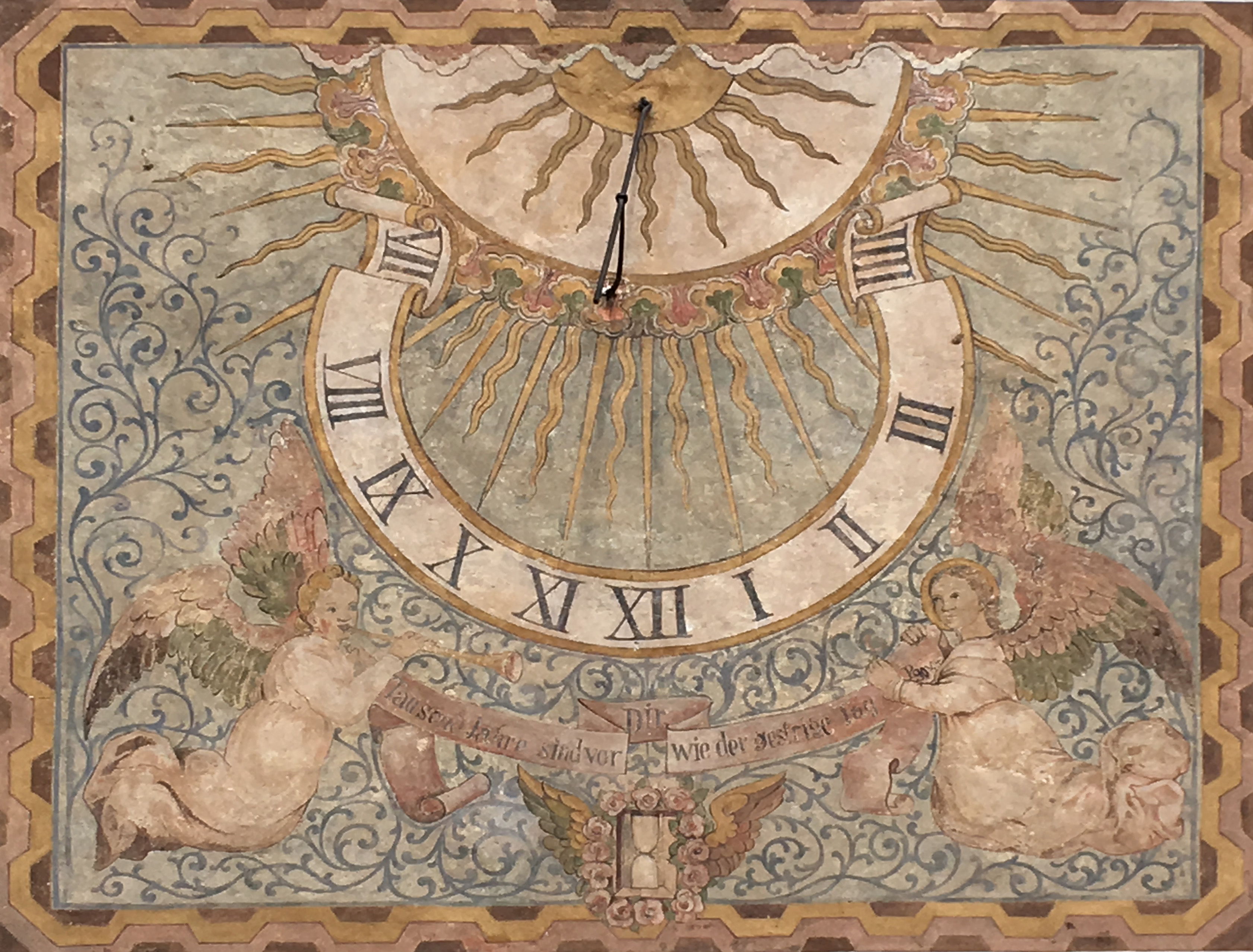
Die Sonnenuhr an der südlichen Außenwand

## Ausstattung

### An der Westseite
- Die Orgel mit 25 Registern auf zwei Manualen und Pedal hat Orgelbauer Hey aus Sondheim 1968 erstellt.
- Die Figuren der Kirchenpatrone Heilige Magdalena und Heiliger Georg wurden von Bildhauer Ernst Singer (1934–2015) aus Würzburg geschaffen. Die Figuren stehen beidseitig des Eingangs zum Westturm (Zentturm).

### In den Seitenschiffen
- Statue des Heiligen Aquilin, des dritten Kirchenpatrons.
- Grabplatte des Ritters Hermann von Weyers von 1462.
- Madonna aus der Zeit des Rokoko.
- Der Kreuzweg ist eine Kopie nach Moritz von Schwind.
- Zwei neugotische Seitenaltäre zeigen eine Pietà und die Marienkrönung.

### Im Mittelschiff
- Fresken der Tugenden und der 12 Apostel.
- Graumalereien (bei der letzten Renovierung entdeckt) zeigen allegorische Darstellungen der Tugenden, des Opfertodes (Pelikan) und der Auferstehung (Phönix).
- Kanzel aus der Bauzeit der Kirche mit durchbrochenem Treppenaufgang. Die Kanzel zeigt Darstellungen der Evangelisten und der Kirchenväter Augustinus, Ambrosius, Papst Gregor I und Hieronymus.
- Taufstein aus der Zeit der Renaissance im frühen 17. Jahrhundert. Er trägt Reliefs mit Szenen aus dem Leben Jesu, dazwischen die vier Evangelisten.

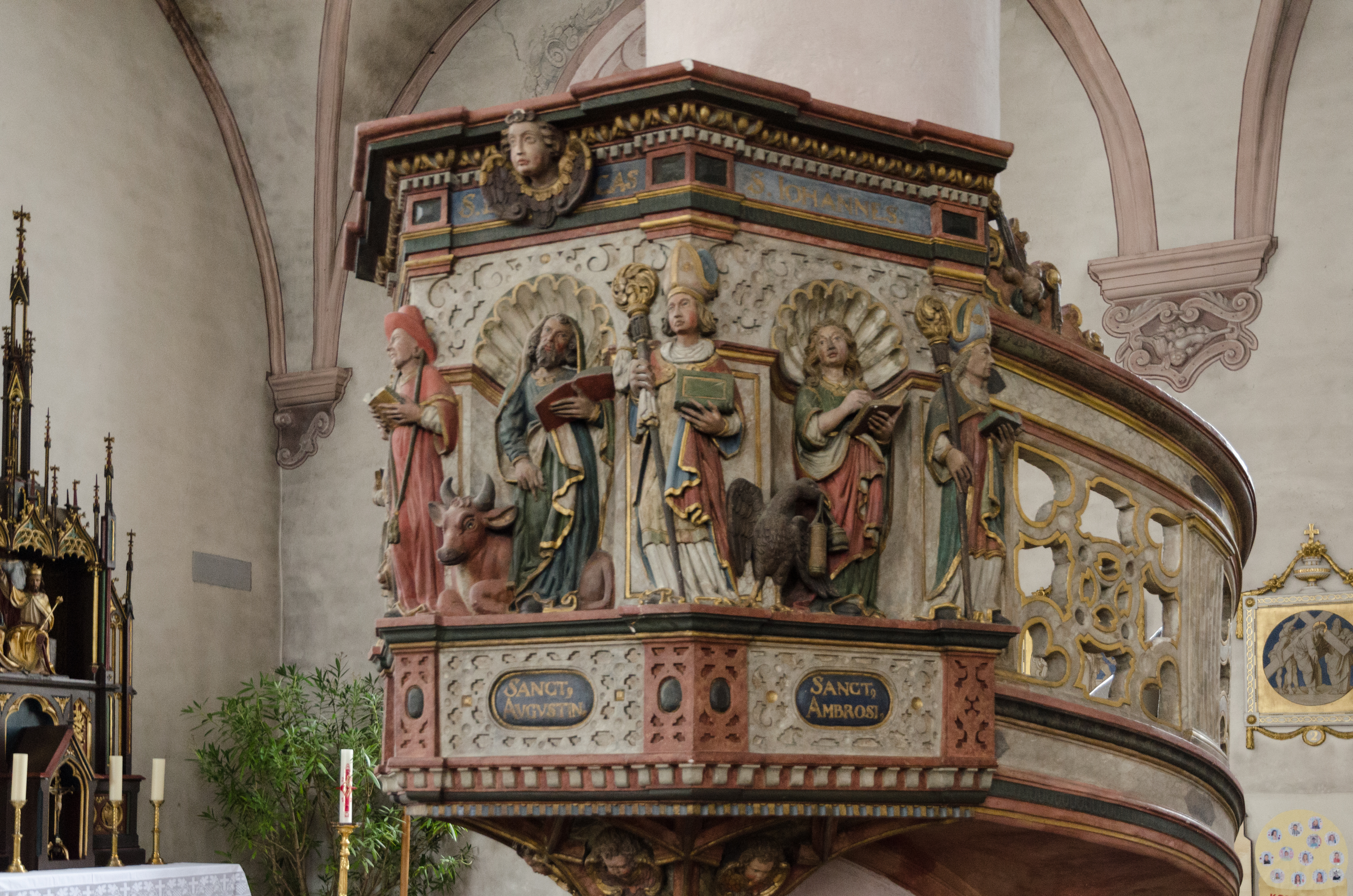
Kanzel aus der Zeit um 1600
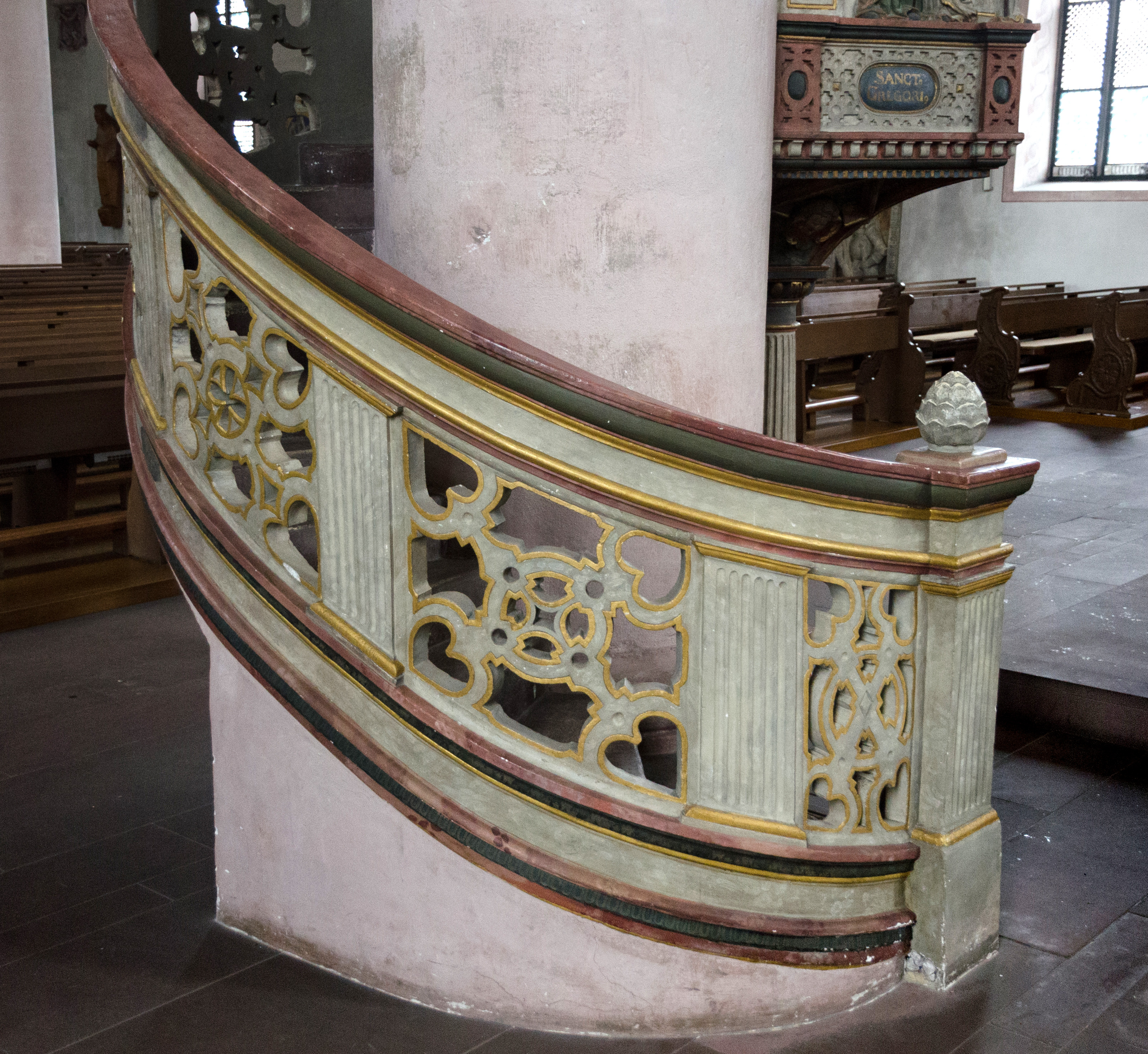
Aufgang zur Kanzel
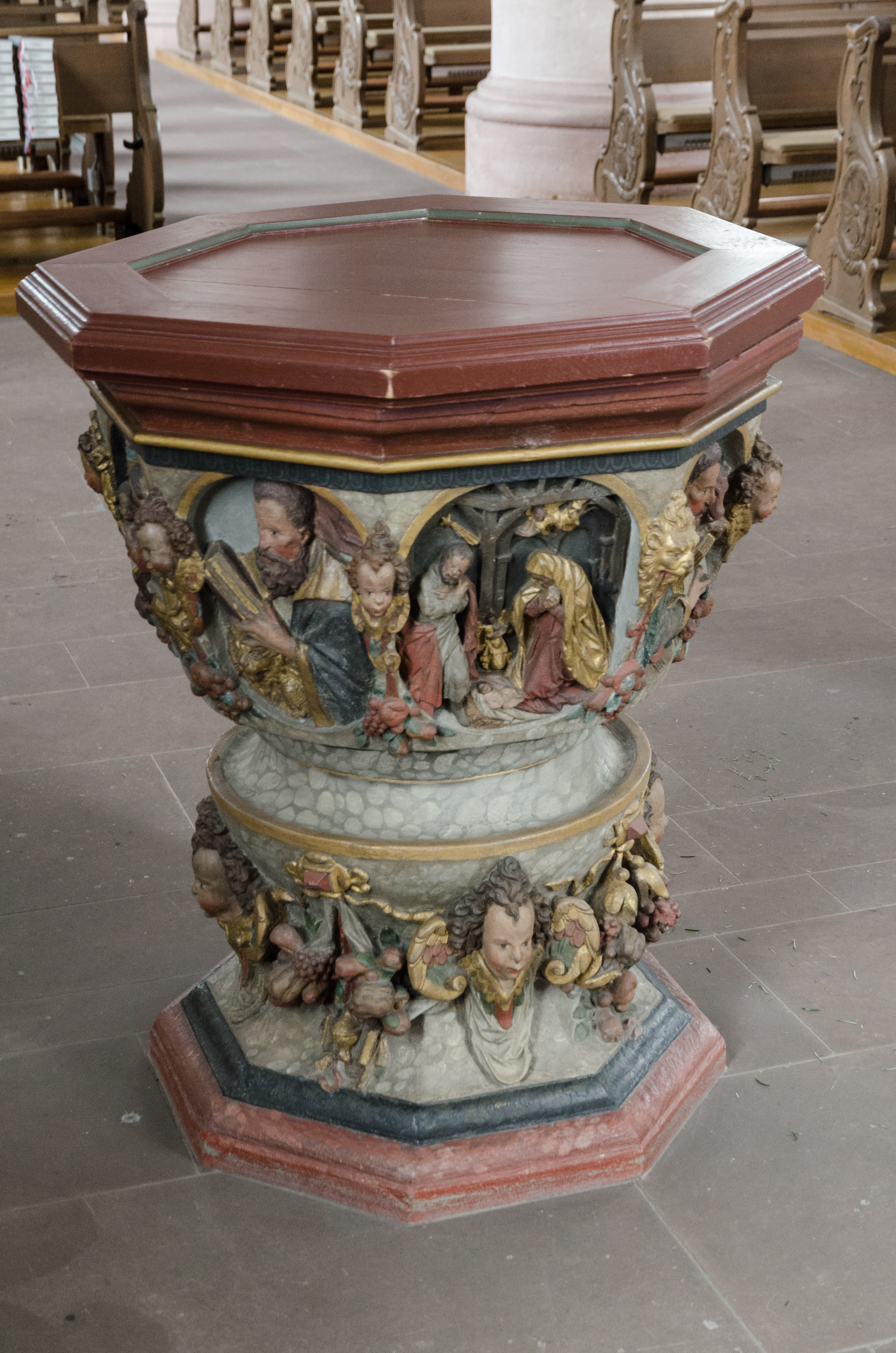
Taufstein
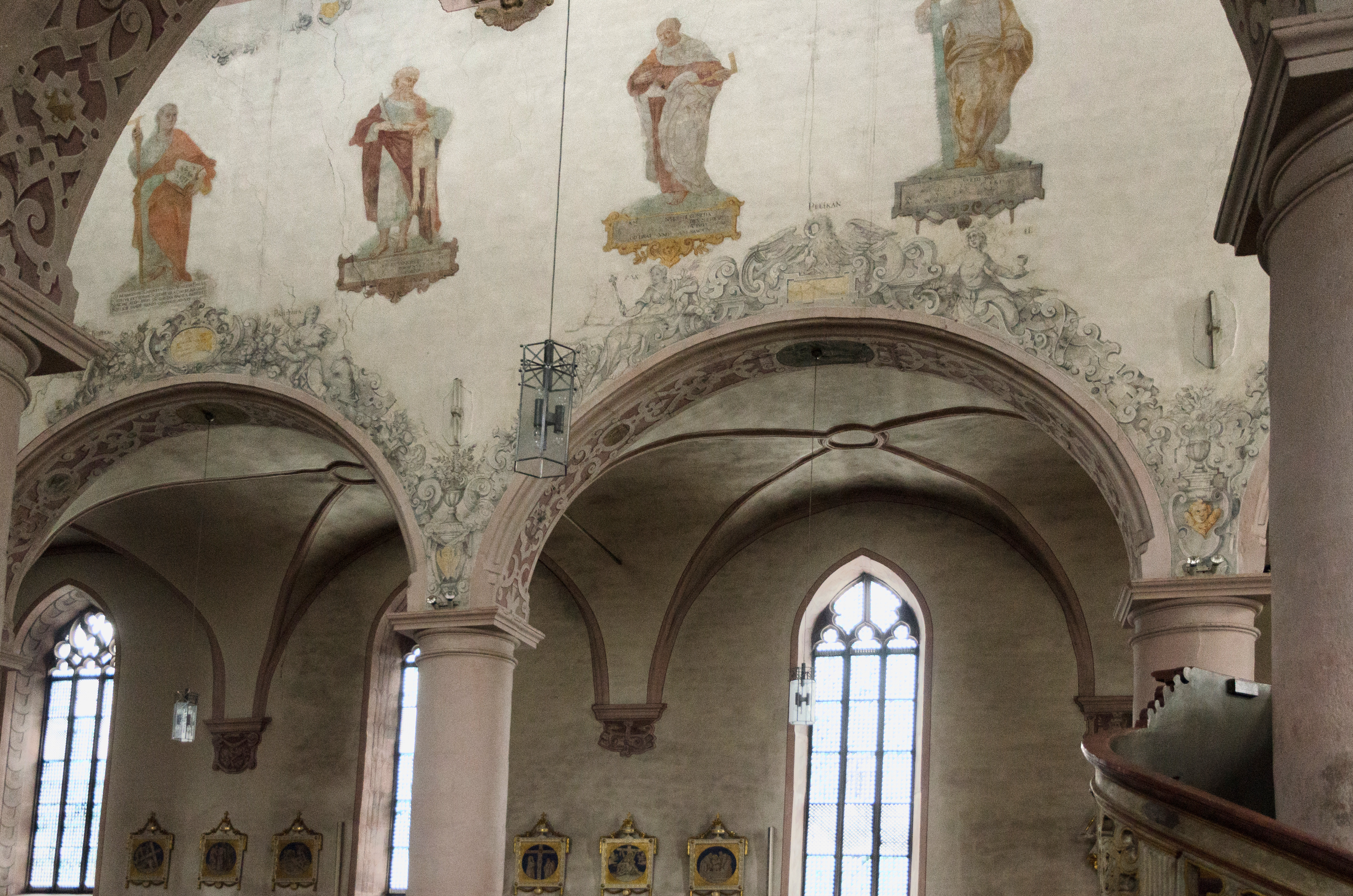
Fresken der Apostel und Graumalereien

### Im Chor
- Diverse Grabtafeln, darunter drei der Familie von Mauchenheim von 1660.
- Neugotischer Hochaltar von 1882.
- Glasfenster unter anderem mit Darstellungen des Heiligen Kilian bei der Taufe Gozberts.
- Graumalereien des Mittelschiffs setzen sich zwischen den Chorfenstern fort.

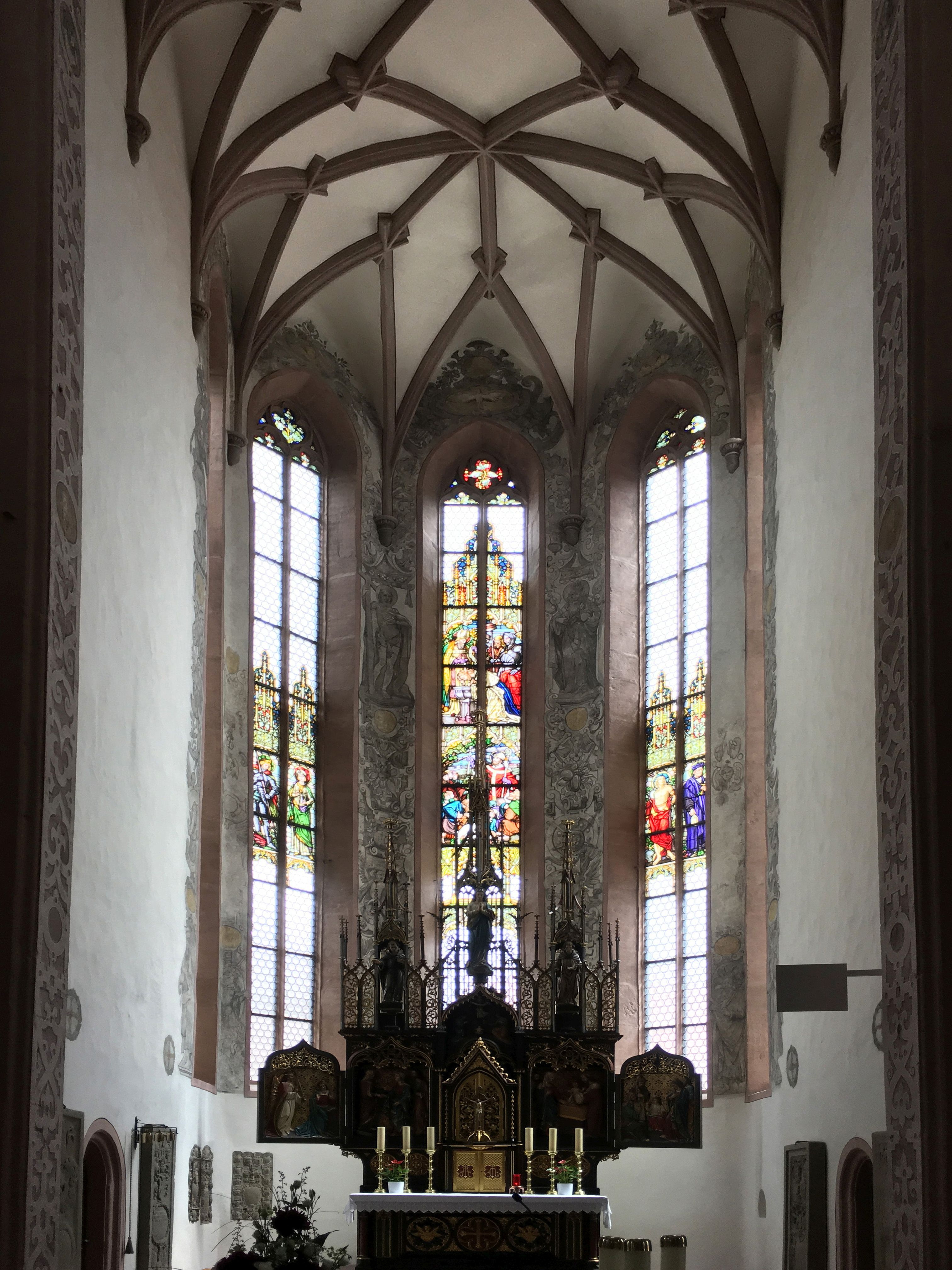
Chor mit neugotischem Hochaltar
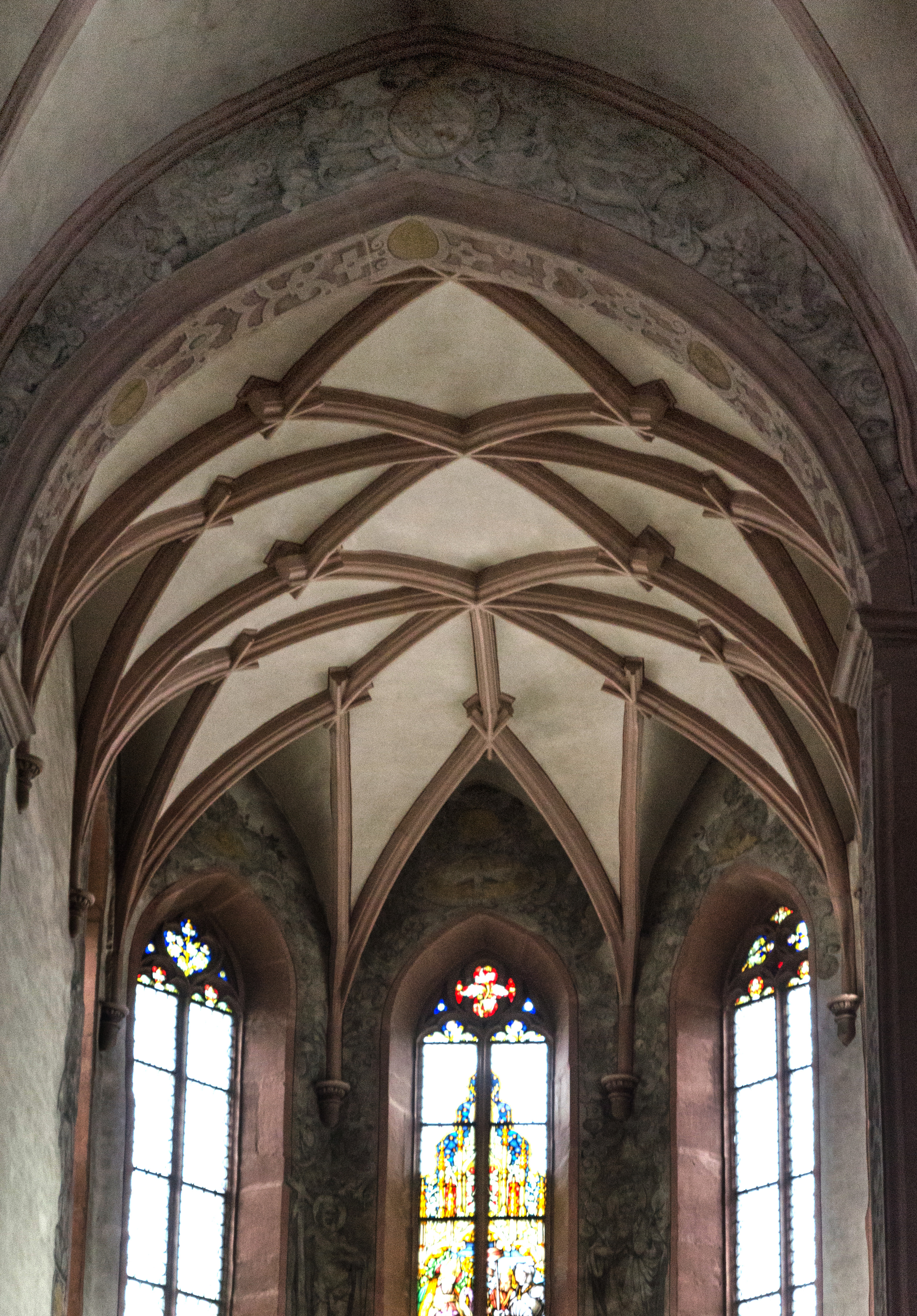
Fächergewölbe im Chor
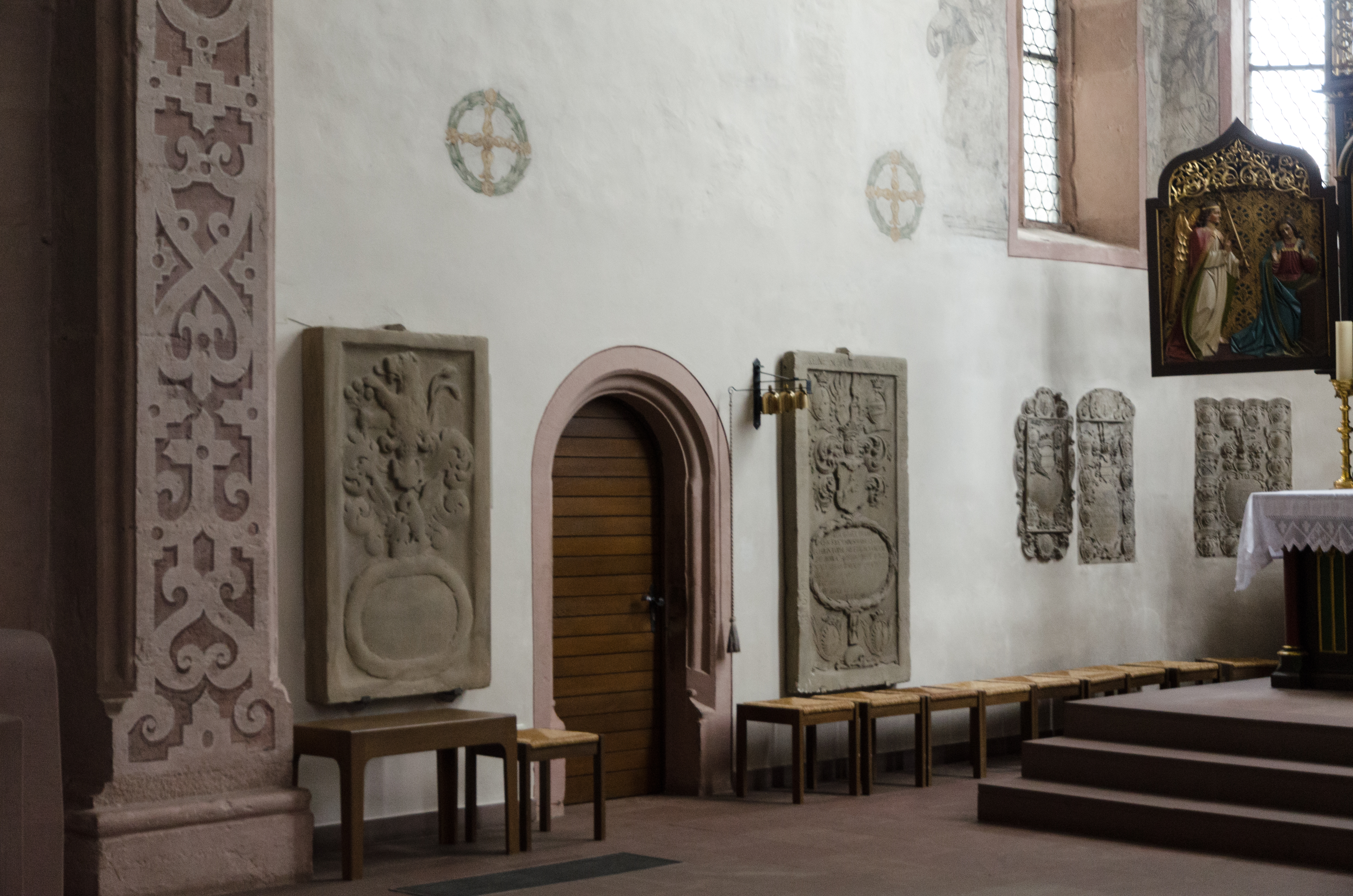
Grabtafeln an den Chorwänden